# Blastobasis exclusa
Blastobasis exclusa é uma espécie de mariposa do gênero Blastobasis pertencente à família Coleophoridae.